# Campeloma decampi
Campeloma decampi é uma espécie de gastrópode  da família Viviparidae.
É endémica dos Estados Unidos da América.